# 大和空軍施設
大和空軍施設（やまとくうぐんしせつ）は、かつて東京都東大和市及び立川市に所在していた米軍基地である。大和基地とも呼ばれる。面積343,537平方メートル（約34ヘクタール）のうち、東大和市所在分は約31ヘクタールで立川市所在分は約3ヘクタールだった。

## 基地建設
2020年現在の東大和市桜ケ丘2丁目から3丁目辺りは第二次世界大戦中には日立航空機の立川工場があり、工場ではエンジンや機体を製造していたが、米軍の3度（1945年2月17日、4月19日、4月24日）にわたる空襲により、工場は壊滅する。
第二次世界大戦後、工場跡地は日興工業や西武鉄道の所有となっていたが、1950年（昭和25年）6月の朝鮮戦争によって新規に基地を建設する計画が持ち上がり、1952年（昭和27年）9月に西武鉄道の所有地が米軍兵舎用地として利用される通告が外務省及び東京都からなされる。大和村（現：東大和市）の人々は「在日合衆国軍兵舎接地反対期成同盟」を組織し村民大会を開催するなど、反対運動を展開したが、1953年（昭和28年）2月27日には土地収用が認定され、同年7月15日に土地収用がなされる。そのバーターとして、大和村は工場内の青年学校校舎を大和村中学校（現：東大和市立第一中学校）として利用していたが、これを奈良橋へ移転するための費用を獲得する。そして1955年（昭和30年）2月に基地が完成する。

## 返還
1973年（昭和48年）1月23日の第14回日米安全保障協議委員会によって3年以内の返還が合意され、同年6月30日に全面返還された。
跡地には約34.3ヘクタールに加えて、周辺都有地等9.3ヘクタール分の合計43.6ヘクタールに以下のものが建設された。
- 玉川上水自転車置き場 - 1982年（昭和57年）度末、東京都道43号立川東大和線の拡幅用地の利用開始。
- 東京都立東大和南高等学校 - 1984年（昭和59年）開校
- 東京都立東大和南公園 - 1983年（昭和58年）1月20日、都市計画決定、同年7月13日、基本計画決定。1986年（昭和61年）開園
- 東大和給水所 - 1986年（昭和61年）完成
- 桜ケ丘市民広場 - 1986年（昭和61年）10月、整備開始。1987年（昭和62年）5月、使用開始。
- 警視庁訓練施設 - 1987年（昭和62年）3月、管理棟、1988年（昭和63年）3月、自動車訓練場とグラウンドの完成
- 玉川上水車両基地 - 1987年（昭和62年）度整備開始、1990年（平成2年）9月16日、開設
- 東京都立北多摩看護専門学校 - 1989年（平成元年）3月、用地決定。1992年（平成4年）4月完成。
- 東京都立東大和療育センター - 1989年（平成元年）3月、用地決定。1992年（平成4年）8月1日開設。
- 住宅・商業施設 - 1983年（昭和58年）、東京都住宅局、東京都住宅供給公社及び住宅・都市整備公団の基本計画が確定、1990年（平成2年）11月15日に団地用地の決定をもって跡地問題は解消した。